# TBC TALKING BEAT
TBC TALKING BEAT（てぃーびーしーとーきんぐびーと）とは、2001年4月から2005年3月まで、東北放送（TBCラジオ）で放送されていたラジオ番組。日替わりでアーティストがDJを務めた。番組タイトルと同名の、担当DJたちのライブイベントも定期的に催された。

## 放送時間
- 2001年4月-9月　火曜-金曜24:10-25:00
- 2001年10月-2002年9月　火曜-金曜24:00-25:00
- 2002年10月-2003年3月　火曜-金曜24:00-24:50
- 2003年4月-9月　火曜-金曜24:00-24:30
- 2003年10月-2005年3月　火曜-金曜23:30-24:00
- 2004年4月-2005年3月　月曜-金曜23:30-24:00

## 出演者
番組開始当初は番組ナビゲーターとしてGenfred Mannがいた。

### 月曜日
- Asuka（2004年4月-9月）
- LADYBUG（2004年10月-2005年3月）

### 火曜日
- ハートバザール（2001年4月-9月）
- 小久保淳平（2001年10月-2002年3月）
- THE YOUTH（2002年4月-9月）
- サカノウエヨースケ（2002年10月-2003年3月）※金曜より移動
- ザ・マスミサイル（2003年4月-9月）
- backs☆（2003年10月-2004年3月）※金曜より移動
- SHY（2004年4月-9月）
- 三上ちさこ（2004年10月-2005年3月）

### 水曜日
- 田中秀典（2001年4月-9月）
- 京田未歩（2001年10月-2002年9月）
- 川上三枝子（2002年10月-2003年3月）
- 山口晶（2003年4月-6月）
- Atsuko（2003年7月-2004年3月）
- 樋口了一（2004年4月-2005年3月）※のちに『帰ってきた夢旅人』として放送された（2008年4月-2009年9月）。

### 木曜日
- TAKUI（2001年4月-2002年3月）
- ハックルベリーフィン（2002年4月-2003年3月）
- ア・カッペラーズ（2003年4月-2004年6月）
- ORGER（オルゴール）（2004年7月-2005年3月）

### 金曜日
- サカノウエヨースケ（2001年4月-2002年9月）※火曜へ移動
- Changin' My Life（2002年10月-2003年3月）
- backs☆（2003年4月-9月）※火曜へ移動
- ピンクリボン軍（2003年10月-2004年3月）
- Cry&Feel it（2004年4月-9月）
- the coleslaw（2004年10月-2005年3月）

## TBC TALKING BEAT+
姉妹番組として『TBC TALKING BEAT+』（―プラス）があった。放送時間が短い（10分間）こともあってマンスリーDJとなっていた。『CHARCOAL FILTER 安井佑輝のブラボー！レインボー！きんぴらゴボー！』もこの枠で放送されている（2003年8月-9月）。
放送時間
2001年4月-2003年9月　金曜23:50-24:00
2003年10月-2004年3月　金曜23:20-23:30
2004年4月-2005年3月　土曜23:20-23:30